# Mota del Cuervo
Mota del Cuervo és un municipi de la província de Conca a la comunitat autònoma de Castella la Manxa. Està situat a la zona oriental de la província, a 88 km de Conca i en el centre de la Manxa. En el cens de 2006 tenia 6078 habitants en un territori de 176,18 km². El codi postal és 16630.

## Administració
| Període      | Nom de l'alcalde/-essa               | Partit polític | Data de possessió |
| ------------ | ------------------------------------ | -------------- | ----------------- |
| 1979 - 1983  | Primitivo Cano                       | PCE            | 19/04/1979        |
| 1983 - 1987  |                                      | PCE            | 28/05/1983        |
| 1987 - 1991  |                                      | PCE/IU         | 30/06/1987        |
| 1991 - 1995  | Antonio Rodríguez/ Teresa Castellano | PP             | 15/06/1991        |
| 1995 - 1999  | Feliciano Mayorga                    | IU             | 17/06/1995        |
| 1999 - 2003  | Alfonso Escudero Ortega              | PSOE           | 03/07/1999        |
| 2003 - 2007  | Alfonso Escudero Ortega              | (PSOE)         | 14/06/2003        |
| 2007 - 2011  | José Vicente Mota de la Fuente       | IU             | 16/06/2007        |
| 2011 - 2015  | n/d                                  | n/d            | 11/06/2011        |
| 2015 - 2019  | n/d                                  | n/d            | 13/06/2015        |
| 2019 - 2023  | n/d                                  | n/d            | 15/06/2019        |
| Des del 2023 | n/d                                  | n/d            | 17/06/2023        |